# Kende
Kende (ook wel Kündü) was een koningstitel van het Hongaarse volk in de vroege middeleeuwen. Samen met de Gyula vormde de Kende een duo-koningschap (diarchie).